# August Wittmann
August Wittmann (20 de julio de 1895 - 29 de marzo de 1977) fue un general en la Wehrmacht durante la II Guerra Mundial. Fue condecorado con la Cruz de Caballero de la Cruz de Hierro.

## Biografía
August Wittmann nació en Múnich el 20 de julio de 1895. Ingresó en el Ejército bávaro como voluntario poco después del estallido de la I Guerra Mundial en agosto de 1914, uniéndose al Regimiento de Artillería de Campo Bávaro. Alcanzando el rango de teniente en 1917, abandonó el ejército en diciembre de 1918. Después sirvió en la Policía de Estado Bávara hasta 1935.
En octubre de 1935 Wittmann se reincorporó al ejército y se le dio el mando de un batallón de artillería de montaña (Gebirgs), ascendiendo para dirigir un regimiento de artillería tres años más tarde. En junio de 1941, durante la batalla de Creta, se le concedió la Cruz de Caballero de la Cruz de Hierro por su liderazgo de un regimiento de artillería de montaña. Convirtiéndose en comandante divisional en febrero de 1943, comandó la 390.ª División de Entrenamiento de Campo y la 3.ª División de Montaña en el frente oriental, a lo que siguió la 117.ª División Jäger y la 1.ª División de Montaña en los Balcanes y Austria. Se rindió con su unidad en mayo de 1945.
Wittmann terminó la guerra como Generalleutnant, después de su promoción a este grado en abril de 1944.

## Condecoraciones
- Mencionado en el Wehrmachtbericht (Reporte de las Fuerzas Armadas) el 11 de junio de 1941 como Oberstleutnant y comandante del Gebirgs-Artillerie-Regiment 95 durante la batalla de Creta.[7]
- Cruz de Caballero de la Cruz de Hierro el 21 de junio de 1941 como Oberstleutnant y comandante del 95.º Regimiento de Artillería de Montaña durante la batalla de Creta.[2]
- Cruz Alemana en Oro el 25 de agosto de 1944 como Generalleutnant y comandante de la 3 Gebirgs-Division en el frente oriental.[8]